# Menstrualni ciklus
Menstrualni ciklus je interval između dvije menstruacije. Prvi dan krvarenja (menstruacije) računa se kao početak menstrualnog ciklusa, a kraj menstrualnog ciklusa je dan prije početka sljedećeg menstrualnog krvarenja. Razmak između menstrualnih ciklusa obično je između 21 i 35 dana.
Menstruacija je cikličko krvarenje iz maternice tijekom plodne dobi, koje nastaje kao posljedica ljuštenja endometrija, ako nije došlo do oplodnje. Naime, ako ne dođe do oplodnje dolazi do pucanja Graafovog folikula jajne stanice, pada razine hormona i ljuštenja maternice. Obično se događa svakih 28 do 29 dana, s tim da taj interval može biti različit i kretati se od 21 do 35 dana.
Menstrualni ciklus počinje u pubertetu. Prva menstruacija obično se javlja između 12. i 13. godine. Najnovije studije pokazuju da djevojčice danas sve ranije ulaze u pubertet. Prekomjerna tjelesna težina faktor je rizika za rani početak puberteta.
Menopauzom završava menstrualni ciklus. Premenopauza počinje kada se razmaci između krvarenja produljuju. Menopauza obično nastupa oko 51. godine.

## Mehanizam nastanka
Menstrualni ciklus odvija se na tri razine:
- hipotalamus i hipofiza
- jajnici
- maternica

Hipotalamus i hipofiza reguliraju razinu spolnih hormona. Najvažniji hormoni menstrualnog ciklusa su:
- GnRH - hormon koji realizira gonadotropin
- FSH - folikulostimulirajući hormon
- LH - luteinizirajući hormon

GnRH je hipotalamički hormon koji stimulativno djeluje na hipofizu, koja inicira sintezu povećanih količina FSH i LH hormona. Povećana količina FSH dovodi do sazrijevanja 20 jajnih stanica u jajniku. U isto vrijeme LH ulazi u krvotok, dolazi do jajnika i potiče ih na lučenje hormona estrogena. On utječe na rast endometrija, priprema ga da primi oplođeno jajašce i dovodi do uvjeta za daljnji razvoj maternice i dojki ako dođe do začeća. Pod utjecajem LH i estrogena, jajna stanica sazrijeva i oslobađa se, a taj se proces naziva ovulacija. Obično se oslobađa samo jedna jajna stanica, iako se može osloboditi više stanica. Ako u ovom slučaju dođe do oplodnje, dolazi do pojave blizanaca, trojki ili višeplodne trudnoće.
Nakon ovulacije, iz folikula u kojem se nalazila jajna stanica nastaje privremena endokrina žlijezda – žuto tijelo – koje luči hormon progesteron. Sve dok ne dođe do začeća, žuto tijelo propada i nestaje, a zbog nedostatka progesterona dolazi do ljuštenja endometrija koji odlazi s menstrualnom krvlju, što označava kraj ciklusa.
S obzirom na promjene na jajniku, menstrualni ciklus dijeli se na tri faze:
- Folikularna (proliferativna) faza ciklusa
- Ovulacijska faza ciklusa
- Luteinska ili faza žutog tijela

### Folikularna faza
Folikularna faza je faza u kojoj dolazi do rasta i sazrijevanja folikula i jajnih stanica. Ova faza počinje prvim danom menstruacije, a završava sazrijevanjem jajne stanice i ovulacijom. Obično traje 10 do 14 dana. U ovoj fazi FSH stimulira rast mnogih folikula u jajniku, potičući proizvodnju estrogena. Izlučivanje estrogena dovodi do zadebljanja endometrija. U ovoj fazi će sazrijeti samo jedan od 500 do 1000 folikula koji su počeli rasti prvog dana menstrualnog ciklusa. Neposredno prije ovulacije doći će do porasta koncentracije izlučenog LH u hipofizi, što dovodi do prskanja folikula i ovulacije, odnosno izlaska zrele jajne stanice u jajovod.

### Ovulacijska faza
Ovulacijska faza traje između 1 i 2 dana. U ovoj fazi jajna stanica se oslobađa iz folikula u procesu koji se naziva ovulacija. Ovulacija nastupa 16 do 36 sati nakon povećanja razine LH, a događa se između 10. i 16. dana prije sljedeće menstruacije. Nakon otpuštanja, jajna stanica se jajovodom počinje kretati prema šupljini maternice i tijekom kretanja može biti oplođena.

### Luteinska faza
Luteinska ili faza žutog tijela obično traje 12-16 dana. Nakon ovulacije, pod utjecajem LH, puknuti folikul razvija se u žuto tijelo koje proizvodi progesteron. Djelovanje progesterona i estrogena potiče prethodno proliferirani endometrij da pripremi gusti sloj krvnih žila na koji se oplođeno jajašce može pričvrstiti i dalje razvijati. Ako se jajašce oplodi, taj se sloj krvnih žila pretvara u posteljicu ili placentu. Žuto tijelo nastavlja proizvoditi progesteron i estrogen. Embrinon započinje proizvodnju humanog korionskog gonadotropina (HCG) koji djeluje na žuto tijelo produžujući njegovu funkciju što će osigurati nesmetan razvoj trudnoće i izostanak menstrualnog krvarenja. U luteinskoj fazi progesteron doseže svoju najveću vrijednost.
Ako do oplodnje ne dođe, žuto tijelo kolabira u oblik koji se zove corpus albicans (bijelo tijelo), a koncentracija estrogena i progesterona se smanjuje, što je signal hipotalamusu za početak novog menstrualnoga ciklusa. Na kraju se sloj endometrija ljušti i gubi s menstrualnim krvarenjem.
S obzirom na promjene u sluznici maternice, menstrualni ciklus se dijeli na dvije faze:
- proliferativna faza menstrualnog ciklusa i
- sekretorna faza menstrualnog ciklusa

## Poremećaji menstrualnog ciklusa
- Neredovite menstruacije: Nakon prve menstruacije, sljedećih nekoliko menstruacija mogu biti neredovite dok se hormonalni sustav u potpunosti ne razvije. Poremećaj razine hormona prije menopauze također dovodi do neredovitih ciklusa. Emocije mogu uvelike utjecati na hormone koji reguliraju ovaj ciklus, pa tako stres može uzrokovati menstrualne nepravilnosti. Vjeruje se da apsolutno redoviti menstrualni ciklus ne postoji.

- Izostanak menstruacije (amenoreja): Potpuni izostanak menstruacije vrlo je rijedak i može imati različite uzroke. Ponekad himen potpuno zatvori vaginu i spriječi istjecanje menstrualne krvi, uzrokujući bol i oteklinu. U drugim slučajevima, odsutnost je povezana s nepravilnim razvojem maternice. Odsutnost također može biti uzrokovana: stresom, naglim gubitkom težine, dugotrajnim bolestima, cistama. Menopauza je također razlog izostanka menstruacije.

- Oligomenoreja najčešći je poremećaj ciklusa u adolescentnih djevojaka, a predstavlja poremećaj ritma ciklusa kada je razmak između dvije menstruacije duži od šest tjedana, ali kraći od jedne godine. Postoji primarna i sekundarna. Primarna oligomenoreja znači da se ciklusi produljuju od prve menstruacije, a sekundarna se oligomenoreja javlja nakon određenog razdoblja redovitih menstrualnih ciklusa.

- Obilna menstruacija (menoragija): Menstruacija koja traje dulje od 8 dana i rezultira obilnim, svijetlocrvenim krvarenjem s ugrušcima smatra se poremećenom. Obično su uzrok fibroidi - tumori maternice koji imaju fibroznu strukturu. Infekcije maternice i jajovoda, kao i korištenje intrauterinih kontraceptiva također mogu uzrokovati menoragiju.

- Krvarenje između menstruacija (metroragija): Može se pojaviti u različitim oblicima od točkastog do obilnog krvarenja. Uzrok tome mogu biti intrauterini kontraceptivi, kontracepcijske pilule, tumori vrata maternice i maternice.

- Bolna menstruacija (dismenoreja): mnogo su češće kod žena koje nisu rađale. Bolovi se obično javljaju neposredno prije ili na samom početku menstruacije i traju jedan do dva dana kada je krvarenje najjače. Ako dismenoreja nije posljedica neke bolesti, onda je uzrokovana prekomjernom proizvodnjom prostaglandina. To je primarna dismenoreja. Sekundarna dismenoreja počinje dva ili više dana prije menstruacije, pogoršava se tijekom menstruacije i traje duže od primarne. Uzrok ove bolesti može biti infekcija zdjeličnih organa ili neka druga bolest, stoga je najbolje konzultirati liječnika.

- PMS (predmenstrualni sindrom): ciklička je pojava različitih vrsta tegoba koje se obično javljaju kod žena 5-10 dana prije menstruacije. Simptomi su vrlo različiti kao i njihova učestalost. Najčešći simptomi su: nervoza, razdražljivost, povećana psihička osjetljivost, plačljivost, stalni osjećaj gladi, nadutost, natečene dojke, pojačana želja za slatkim. Često uključuju: akne, glavobolju, grlobolju, mučninu, nespretnost, osip, bol u križima i dr. Nestaju prvog dana menstrualnog krvarenja. Ne postoji poseban lijek za PMS jer su problemi svake žene individualni. No, pokazalo se da kod žena koje su posebno osjetljive i imaju izražen PMS, pomaže dijeta. U razdoblju PMS-a treba izbjegavati kavu i sve druge namirnice koje sadrže kofein, preslanu hranu jer zadržava vodu u tijelu i pojačava osjećaj nadutosti, alkohol i hladna pića te treba jesti više voća i povrća i što laganiju hranu, kao i piti magnezij.